# Bockskärsklobben
Bockskärsklobben är ett skär i Hammarlands kommun på Åland (Finland) och i Skärgårdshavet Ön ligger omkring 35 kilometer norr om Mariehamn och omkring 290 kilometer väster om Helsingfors.
Öns area är 4 hektar och dess största längd är 300 meter i nord-sydlig riktning.
Bockskärsklobben har Torskklobbarna i norr, Lökö i öster, Äppelö i sydöst, Bockskär i söder och Finbofjärden i väster.
Terrängen på Bockskärsklobben består huvudsakligen av klippor med sparsamt med gräs, ljung och en i skrevorna. På östra sidan finns ett klapperstensfält där enstaka lövträd har fått fäste. På Bockskärsklobben finns flera hällkar.
Bockskärsklobben är obebyggt. Närmsta bebyggelse finns på Bockskär cirka 500 meter åt söder.